# Ruhr Devils
Die Ruhr Devils waren eine Basketballmannschaft aus Oberhausen. Sie nahmen in der Saison 1997/98 am Spielbetrieb der Basketball-Bundesliga teil.

## Geschichte
Die Ruhr Devils gingen aus der Bundesliga-Mannschaft des TuS Herten hervor, die von 1995 bis 1997 in der Bundesliga antrat. Die Mannschaft wurde im Vorfeld der Saison 97/98 nach Oberhausen um- und in der dortigen Arena (11 000 Zuschauerplätze) angesiedelt. Mit dem Arena-Betreiber wurde ein Fünfjahresvertrag vereinbart. Dadurch verfügten die Ruhr Devils mit der Spielstätte über die Halle mit dem damals größten Fassungsvermögen aller Bundesligisten. Als TuS Herten hatte man zuvor seine Heimspiele in der kleinsten Halle der Liga (1049 Plätze) ausgetragen. Laut Devils-Präsident Karl Diehl erachtete man sich als „Verein der gesamten Region“. Der Mannschaftshaushalt der Ruhr Devils in der Saison 1997/98 wurde von einer Million zu Hertener Zeiten auf 2,3 Millionen D-Mark erhöht.
Im Spielerkader für die Saison 1997/98 standen Akteure wie die US-Amerikaner Billy McCaffrey und Kirk Luchman (der zunächst seinen verletzten Landsmann Matt Wenstrom ersetzte), als namhafte deutsche Spieler wurden im Sommer 1997 Alexander Frisch sowie der 93er-Europameister Stephan Baeck verpflichtet. Trainiert wurde die Mannschaft wie zuvor unter Hertener Flagge von Hubert Beck. Manager war Dirk Hoffmann.
Ende Dezember 1997 zog sich Vereinspräsident Diehl aus beruflichen Gründen zurück, sein Unternehmen Inducontor, das Hauptgeldgeber der Mannschaft war, sagte aber die Unterstützung bis zum Saisonende zu. Im Januar 1998 trennten sich die Ruhr Devils nach zehn Niederlagen in Folge von Trainer Beck, als Nachfolger wurde der US-Amerikaner Dan Palmer geholt. Den Verein drückte nach Einschätzung des Sportinformationsdienstes (SID) im Januar 1998 der Schuh „an allen Enden“, die Beck-Entlassung wurde vom SID als „Verzweiflungstat“ eingestuft.
Mitte Februar 1998 meldeten die Ruhr Devils Insolvenz an, ihnen wurde kurz darauf die Bundesliga-Lizenz entzogen. Zum Verhängnis wurden dem Verein laut SID „mangelnde Professionalität in der Vermarktung“ sowie „sportliche Mißerfolge der mittelmäßigen, aber gut bezahlten Mannschaft“. Der Zuschauerschnitt lag bei rund 2500, die erhofften Einnahmen durch Geldgeber blieben geringer als erwartet. Die Ruhr Devils standen als Bundesliga-Absteiger fest, das bedeutete das Ende des Vereins, die Zweitliga-Spielberechtigung für die Saison 1998/99 wurde nicht wahrgenommen. Bereits im Januar 1998 war der Verein Hertener Löwen gegründet worden, der im Jugend- und Amateurbereich die Nachfolge der Ruhr Devils antrat.